# Park Narodowy Fundy
Park Narodowy Fundy (ang. Fundy National Park, fr. Parc national Fundy) – park narodowy położony nad zatoką Fundy, nieopodal miejscowości Alma w prowincji Nowy Brunszwik, w Kanadzie. Park został utworzony w 1948 jako pierwszy park narodowy w prowincji Nowy Brunszwik. Powierzchnia parku wynosi 207 km², co sprawia, że należy do grupy mniejszych parków narodowych w Kanadzie. W XIX wieku, na terenie parku znajdowały się tartaki, produkujące tarcicę na potrzeby pobliskiego miasta Saint John oraz na eksport. Po tym, jak pobliskie lasy zostały wykarczowane ludzie zaczęli opuszczać ten obszar.

## Turystyka
Podczas odpływu, można zwiedzać dno oceanu, które w czasie przypływu znajduje się 9 metrów pod powierzchnią wody. W parku znajduje się ponad 20 wodospadów, wśród których można wymienić wodospad Dicksona.
Infrastruktura turystyczna w parku jest stosunkowo rozbudowana. W jej skład wchodzą: pola golfowe, baseny termalne, trzy kempingi oraz sieć szlaków turystycznych.

## Galeria

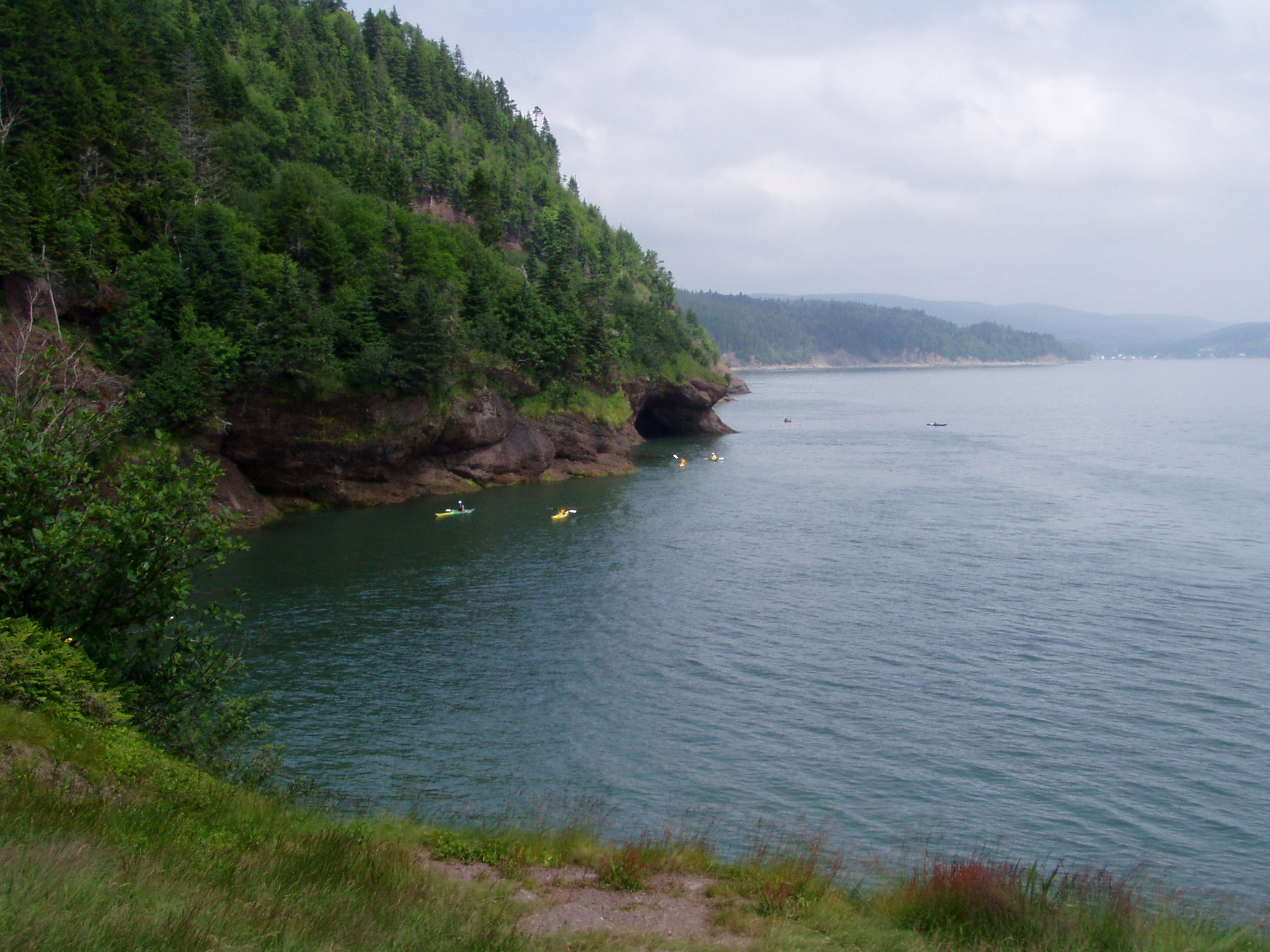
Matthews Head
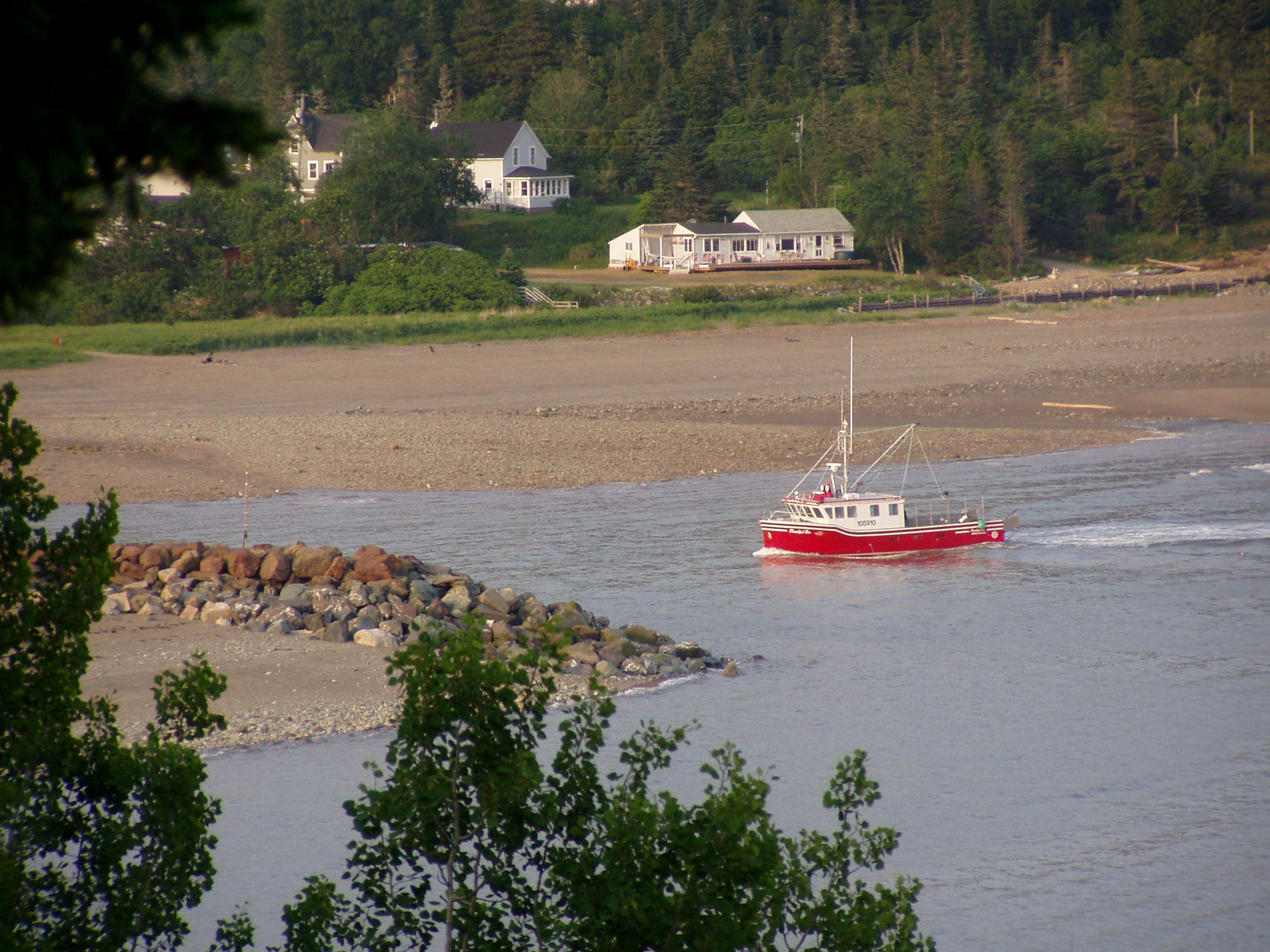
Łódź rybacka przy wejściu do portu
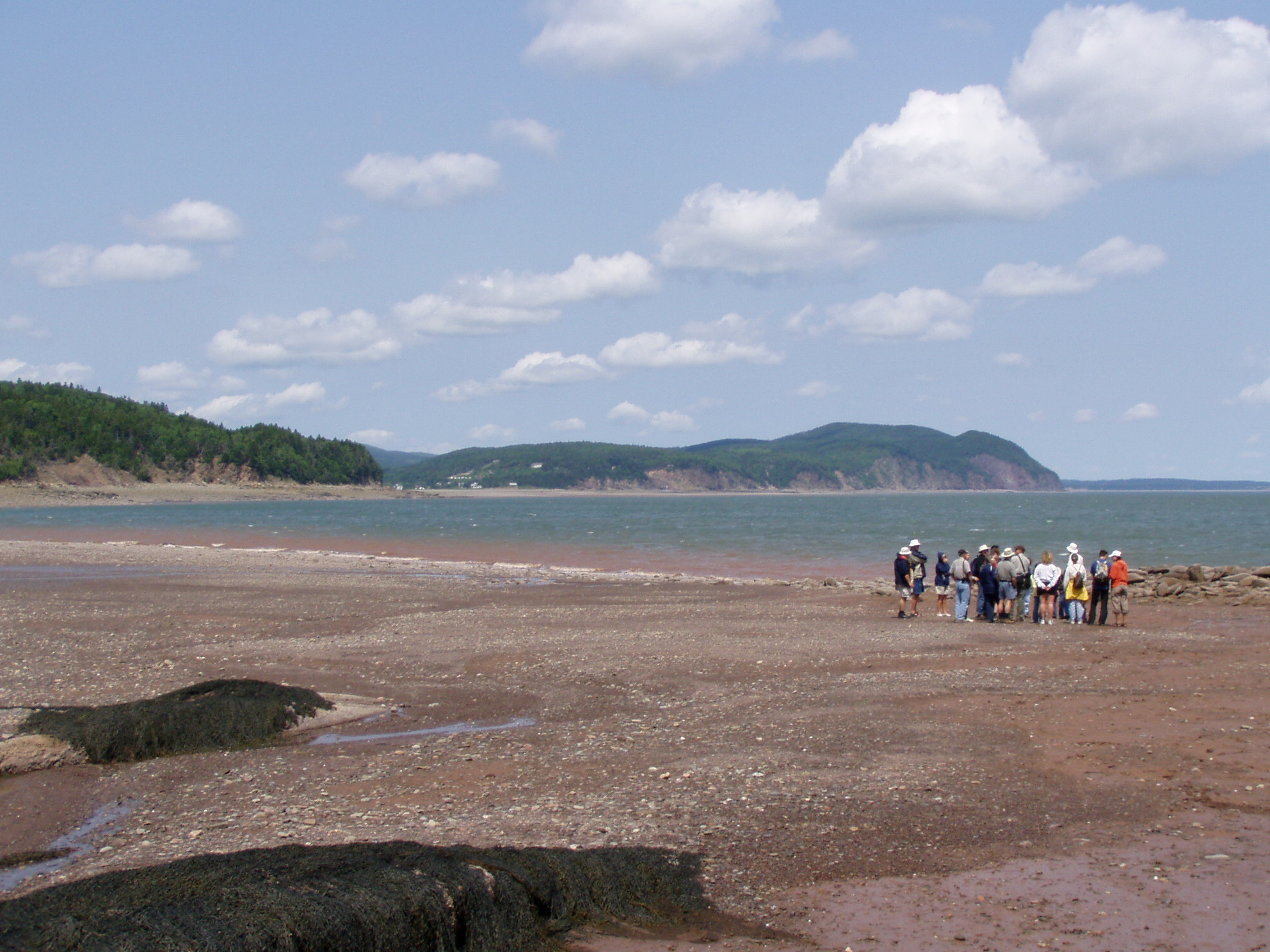
Plaża Herring Cove
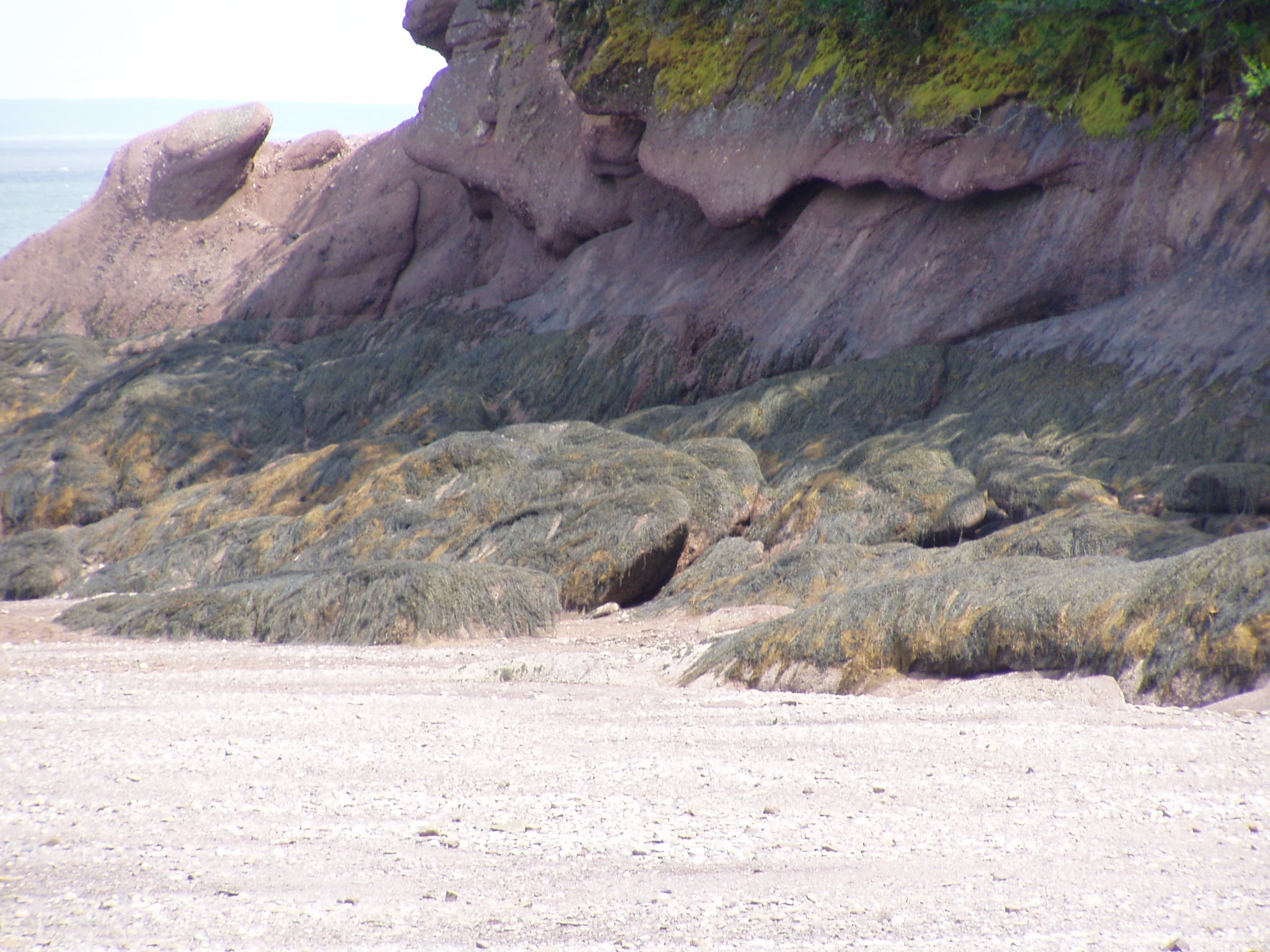
Skały w Herring Cove
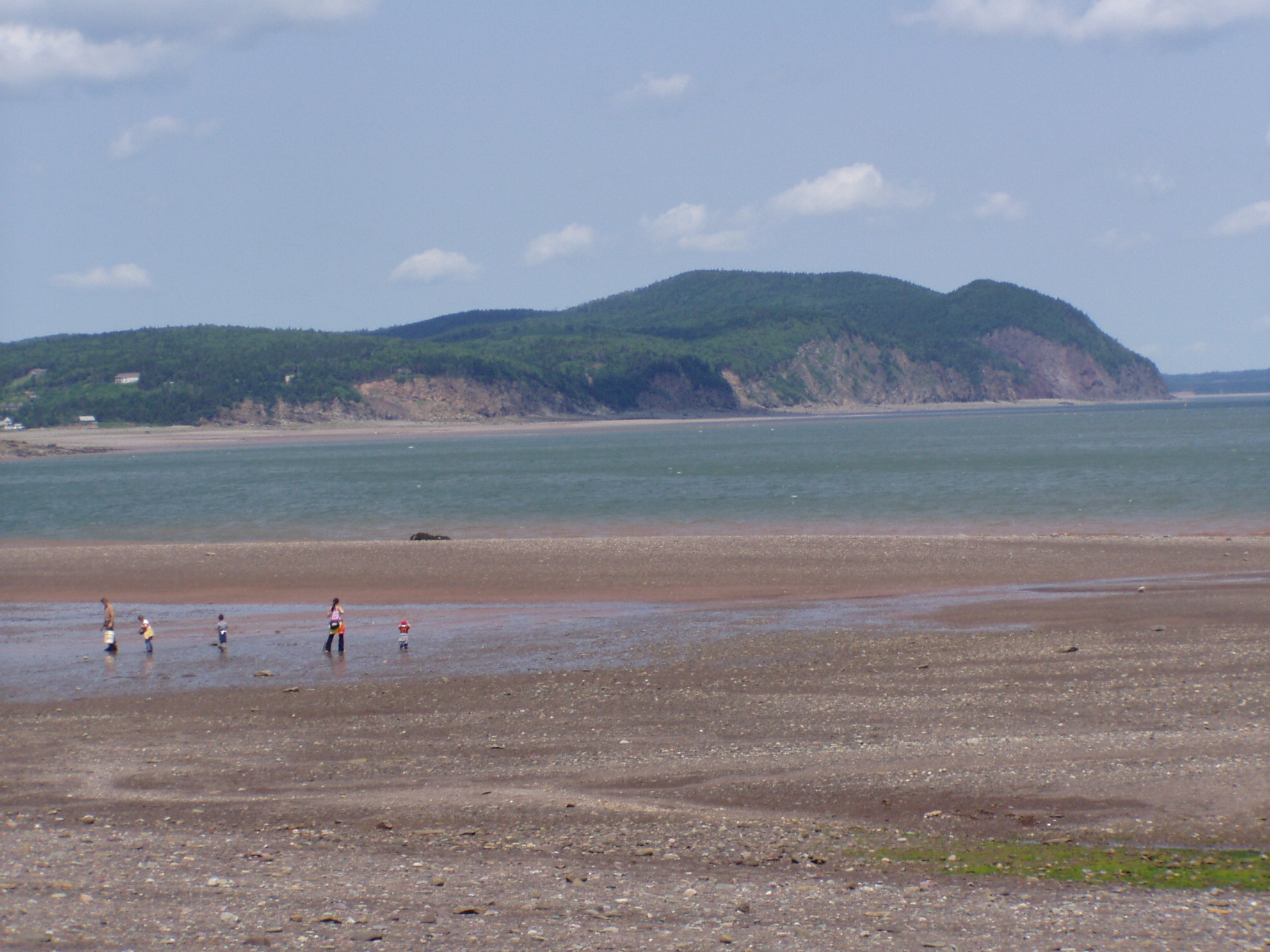
Plaża w Almie podczas odpływu
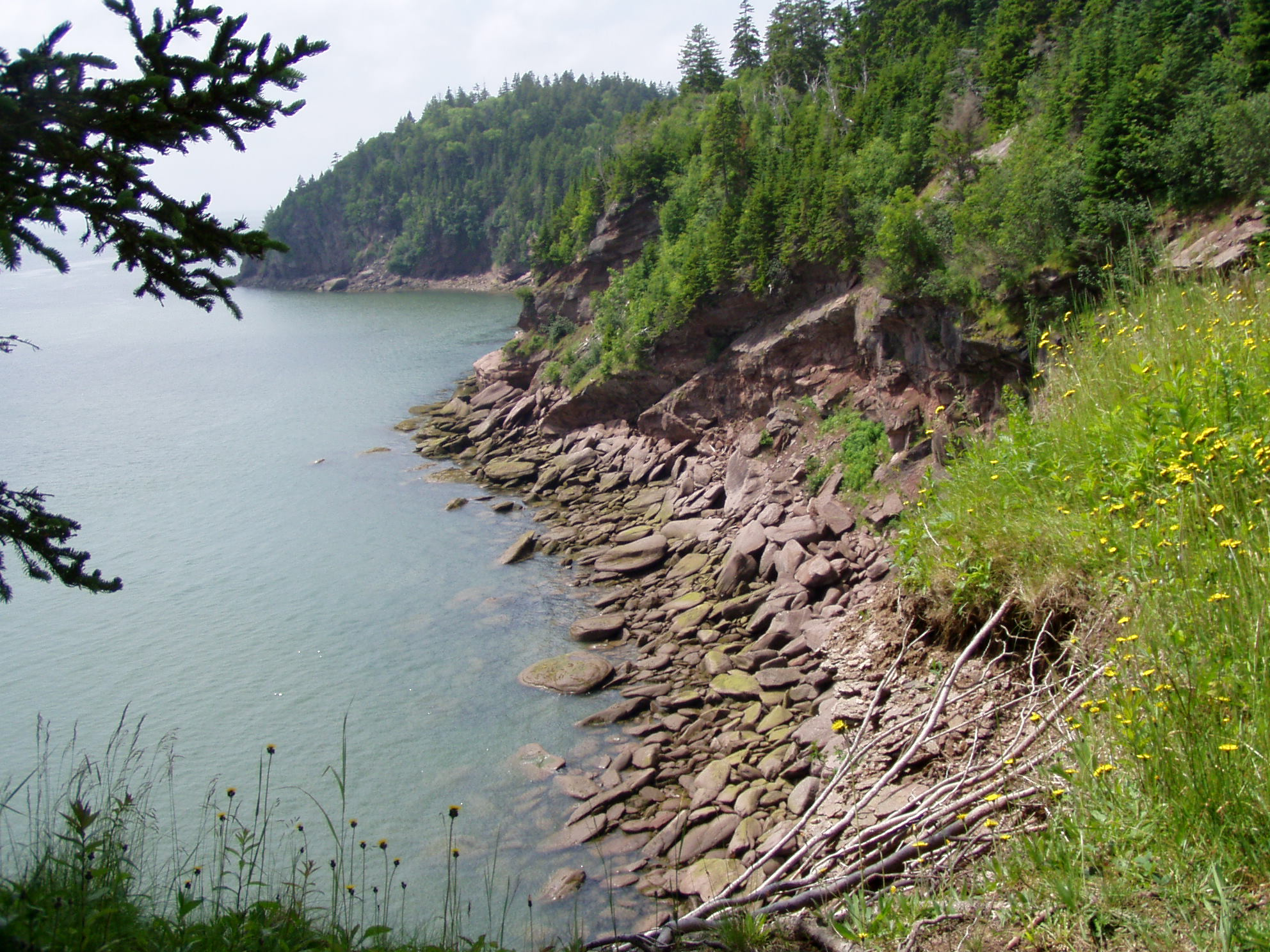
Widok na linię brzegową
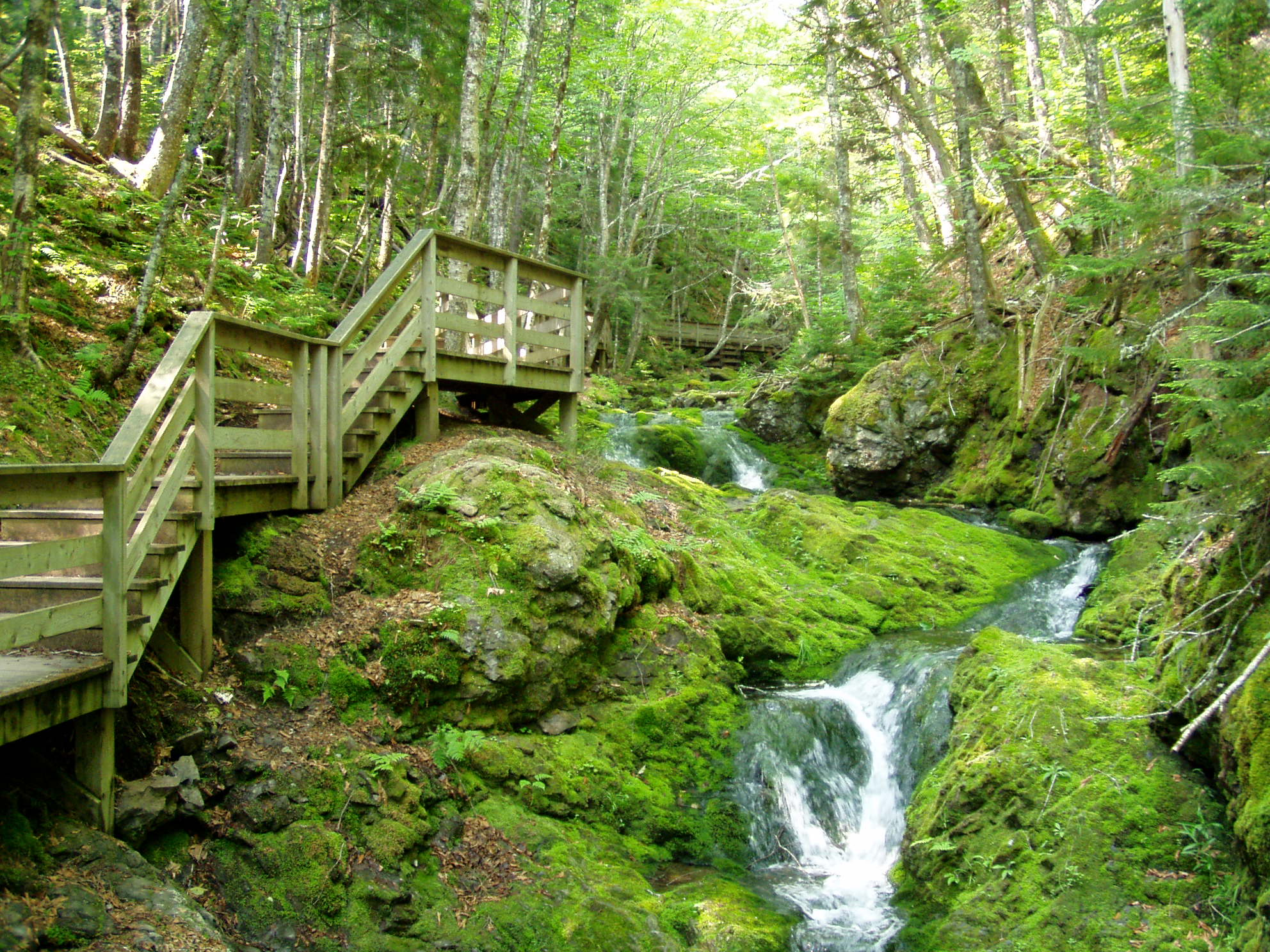
Wodospad Dicksona
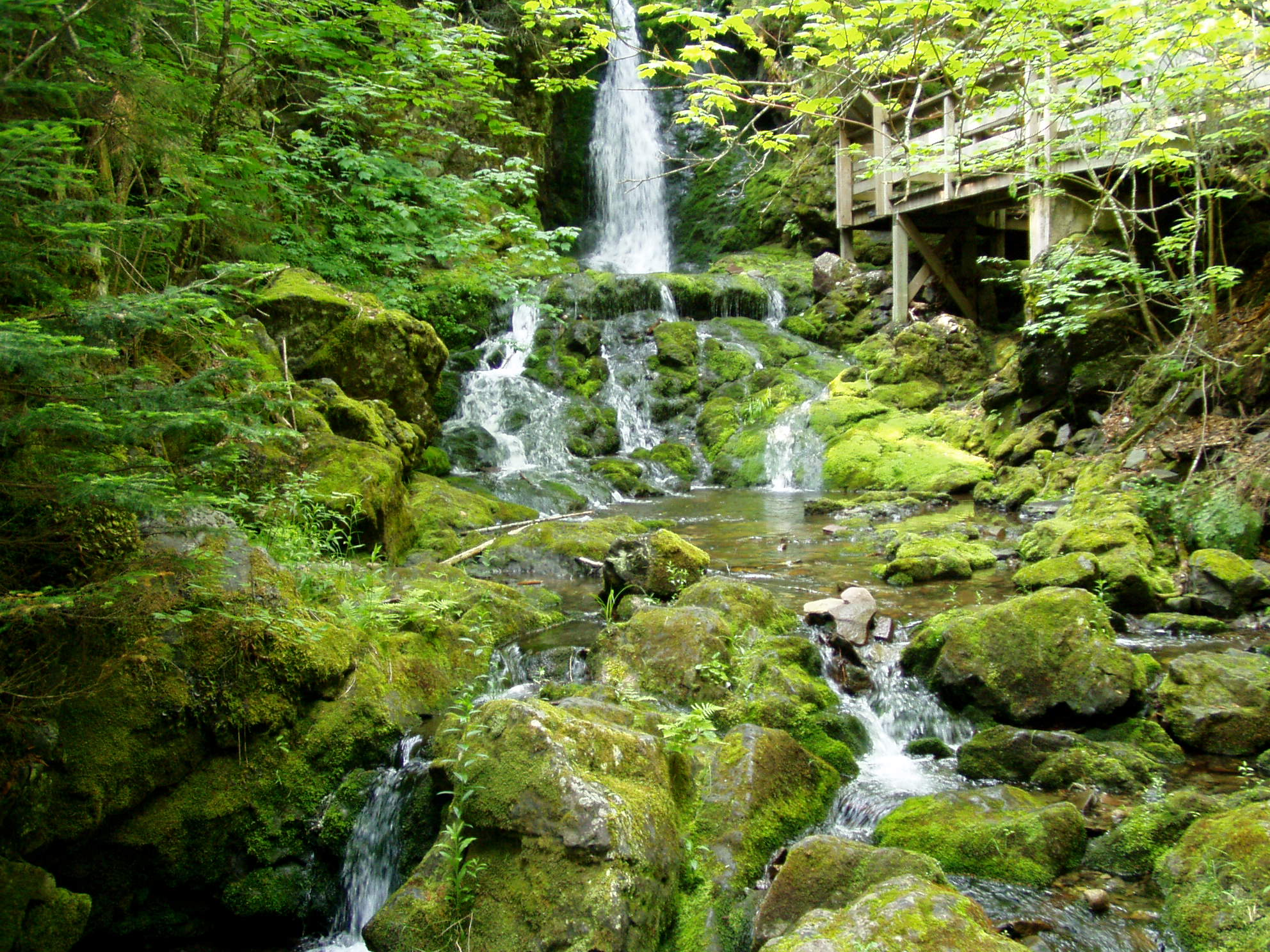
Wodospad Dicksona